# 세스 웨스콧
세스 벤저민 웨스콧(영어: Seth Benjamin Wescott, 1976년 6월 28일~)는 미국의 전직 스노보드 선수이다. 2006년 동계 올림픽과 2010년 동계 올림픽에서 2회 연속으로 남자 크로스 금메달을 획득했으며 세계 선수권 대회에서 금메달 1개, 은메달 3개를 획득했다.